# Rhadinorhynchus saltatrix
Rhadinorhynchus saltatrix is een soort in de taxonomische indeling van de Acanthocephala (haakwormen). De worm wordt meestal 1 tot 2 cm lang. Ze komen algemeen voor in het maag-darmstelsel van ongewervelden, vissen, amfibieën, vogels en zoogdieren.
De haakworm komt uit het geslacht Rhadinorhynchus en behoort tot de familie Rhadinorhynchidae. Rhadinorhynchus saltatrix werd in 1973 beschreven door Troncy & Vassiliades.